# Space Development Agency
La  Space Development Agency, également désignée par son acronyme SDA, est une agence indépendante rattachée au département de la Défense des États-Unis chargée des affaires spatiales touchant à la sécurité du pays. Elle a été créée en 2019 pour implémenter le National Defense Space Architecture (NDSA). Cette future architecture du segment spatial de la défense des États-Unis, doit être constituée de satellites à bas coût facilement remplaçables. Ceux-ci sont répartis en 7 couches distinctes constituées de satellites remplissant chacune des fonctions différentes (télécommunications, détection, navigation, ...). Certaines de ces couches comprendront de 200 à 400 satellites. Il est prévu que la SDA soit rattachée à la Force spatiale des États-Unis vers octobre 2022. 